# Вишневе (Покровський район)
Вишне́ве — селище в Україні, у Селидівській міській громаді Покровського району Донецької області.

## Географія
Селище міського типу Вишневе розташоване за 49 км від обласного центру, 20 км від районного центру та 4 км від центру міської громади і проходить автошляхом місцевого значення.

## Історія
Восени 1915 року через селище прокладена залізниця від станції Гришине до майбутньої станції Селидівка, в тому числі був введений в експлуатацію «великий міст» через річку Солона. Тимчасовий пасажирський та вантажний рух на ділянці Гришине — Селидівка було відкрито циркуляром Головного штабу № 167 від 15 (28) грудня 1915 року. Постійний рух на залізниці Рутченкове — Гришине було відкрито у січні 1917 року, а а вже у травні 2017 року був офіційно призначений перший пасажирський поїзд № 22/21 сполученням Гришине — Рутченкове.
У квітні 1920 року бійці Махновцського руху здійснили напад на станцію Селидівка, на якій було знищиено телефонний зв'язок, забравши зі станції телефонний і телеграфний апарати.
12 червня 2020 року, відповідно до розпорядження Кабінету Міністрів України № 721-р від 12 червня 2020 року «Про визначення адміністративних центрів та затвердження територій територіальних громад Донецької області», селище Вишневе увійшло до складу Селидівської міської громади.

## Населення

### Мова
Розподіл населення за рідною мовою за даними перепису 2001 року:
| Мова       | Кількість | Відсоток |
| ---------- | --------- | -------- |
| російська  | 205       | 72.7%    |
| українська | 77        | 27.3%    |
| Усього     | 282       | 100%     |

За даними перепису 2001 року населення селища становило 282 особи, з них 27,3 % зазначили рідною мову українську та 72,7 % — російську.
Динаміка зміни населення Вишневого за роками: